# Familia Fitzpatrick
El apellido Fitzpatrick es la traducción de al menos dos apellidos diferentes: Mac Giolla Phádraig ; y Ó  Maol Phádraig (O'Mulpatrick, Mulpatrick ).  Actualmente, es el 60.º apellido más común en Irlanda con una población estimada de 12,700 individuos portadores del apellido. Mientras que tanto Mac Giolla Phádraig como Ó Maol Phádraig tiene significados similares, probablemente no están emparentados, aunque ambos han llegado a la época moderna como Fitzpatrick. A pesar del prefijo "Fitz-", Fitzpatrick no es un nombre Hiberno-Normando.

## Historia y orígenes
Giolla Phádraig significa  "devoto de Patricio". Gilla Patráic mac Donnchada fue un rey de Ossory, en el siglo X, un reino en entre Munster y Leinster en Irlanda. Según William Carrigan, este reino fue fundado por Aengus Osrithe que vivió en algún momento hacia la segunda mitad del siglo II de nuestra era. El reinado de Giolla Phádraig comenzó unos ocho siglos más tarde, hacia 976 d. C. y reinó hasta que su muerte en el 996 d. C.. Sus hijos recibieron posteriormente el nombre de Mac Giolla Phádraig (hijo de Giolla Phádraig).
La dinastía de Mac Giolla Phádraig reinó en Osraighe cuyo gobernante recibió el nombre, a partir de los años 1540 de barón de Upper Ossory. En otra época, su territorio se extendía sobre el Reino de Ossory (incluyendo el actual Condado de Kilkenny y la mitad occidental de vecino Laois). Después de la Invasión normanda de finales del siglo XII, este poder quedó muy reducido por las actuaciones de William Marshall, conde de Pembroke y más tarde de los Butler de Ormond Butlers y otras familias Hiberno-Normandas magnates. A pesar de que su patrimonio quedó restringido a Upper Ossory, los Mac Giolla Phádraigs conservaron parte de sus propiedades. Brían Óg Mac Giolla Phádraig fue el primer noble irlandés noble en aceptar los tratados de rendición y recocesión de Enrique VIII, y como resultado en 1541, Brian fue el primero en asumir el apellido Fitzpatrick en lugar de Mac Gìolla Phádraig, por lo que fue creado Barón Upper Ossory en la Cámara de los Lores irlandesa. En el siglo XVII, los Fitzpatrick perdieron considerables territorios por su apoyo al rey Jacobo II. No obstante, la cabeza de la familia recibió un título de nobleza en 1714 cuando el Barón Gowran fue elevado a conde de Upper Ossory en 1751. Un tercer título de Barón Castletown fue concedido en 1869. Registros de 1878 indican que las propiedades familiares abarcaban no menos de 22 000 acres (89 km²).
El censo de Irlanda de 1901 indica que los cinco condados con más presencia del apellido Fitzpatrick, eran Cavan, Laois, Dublín, Down y Cork.

## Fitzpatrick destacados
El nombre se da en todo el mundo y ha habido numerosos individuos y familias destacados que lo han llevado. Aparte de los Señores y Condes de Upper Ossory, también destacan Brian Mac Giolla Phádraig (1585–1652), vicario apostólico de Ossory, asesinado por hombres de Cromwelli. Fue imprescindible para salvar el Libro de O'Byrne, transcrito por él. En el siglo XVIIII fueron construidos cenotafios en Inishmore conmemorando otra rama terrateniente de la familia, emparentada con los Lores de Upper Ossory. La familia de Sir Percy Fitzpatrick hizo una contribución importante a la formación política de Sudáfrica. Patrick Fitzpatrick (1792–1865) fue un hombre de confianza de Daniel O'Connell. Los Fitzpatrick también han ocupado altos cargos en Irlanda, Inglaterra, Canadá, India, Australia y los Estados Unidos. En el mundo del deporte destaca Sean Fitzpatrick, miembro de los All Blacks e hijo de otro All Black, Brian Fitzpatrick, y Ryan Fitzpatrick, quarterback de la NFL y educado en Harvard. El auténtico nombre del vocalista Vitamina C es Colleen Fitzpatrick.

### Lista
Esto es una lista  de personas notables con el apellido Fitzpatrick.
- Becca Fitzpatrick (nacida 1979), escritora americana
- Gabrielle Fitzpatrick (nacido 1967), actriz australiana
- Harry Morton Fitzpatrick (1886–1949), micologista americano
- Kate Fitzpatrick (nacido 1947), actriz australiana
- Kellyanne Fitzpatrick (nacido 1967), americano pollster, asesor político, y pundit
- Leo Fitzpatrick (nacido 1977), actor americano
- Margaret Fitzpatrick (1911–1980), actriz y productora televisiva americana
- Ryan Fitzpatrick (nacido 1982), jugador de fútbol americano
- Seamus Davey-Fitzpatrick (nacido 1998), actor americano
- Sean Fitzpatrick (nacido 1963), jugador de rugby union de Nueva Zelanda
- Stephen Fitzpatrick, británico businessman
- Toarlyn Fitzpatrick (nacido 1989), jugador de baloncesto americano

### Nombre medio
- Paul Fitzpatrick Russell (nacido 1959), arzobispo católico y diplomático americano.